# Tricholoma umbonatum
Tricholoma umbonatum är en svampart som tillhör divisionen basidiesvampar, och som först beskrevs av Jakob Emanuel Lange, och fick sitt nu gällande namn av Heinz Clémençon och Marcel Bon. Tricholoma umbonatum ingår i släktet musseroner, och familjen Tricholomataceae. Det är osäkert om arten förekommer i Sverige.